# Tinodes inaequispinosus
Tinodes inaequispinosus is een schietmot uit de familie Psychomyiidae. De soort komt voor in het Afrotropisch gebied.